# Holtenser Kirche
Koordinaten: 52° 15′ 52,1″ N, 9° 38′ 1,5″ O

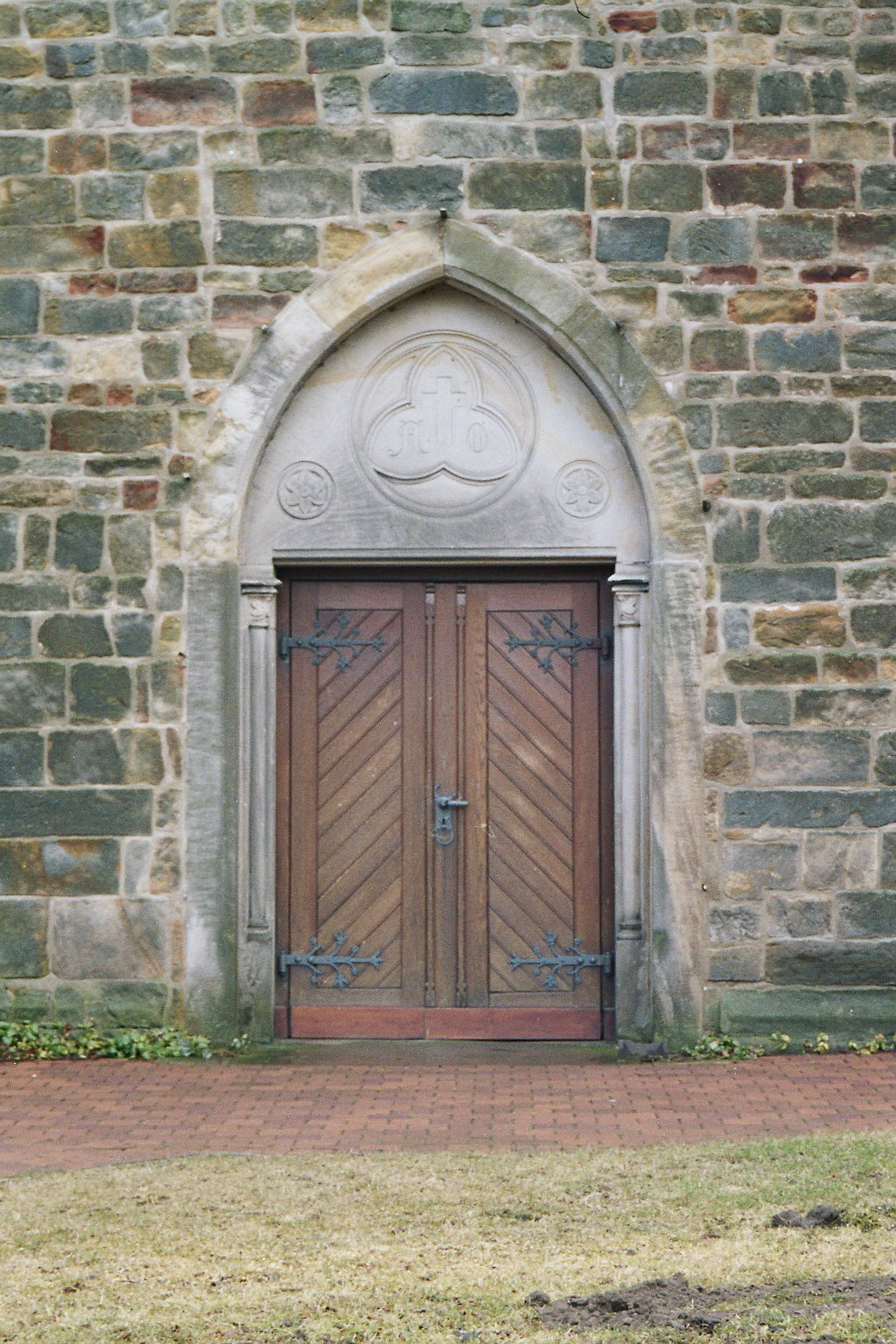
Haupteingang

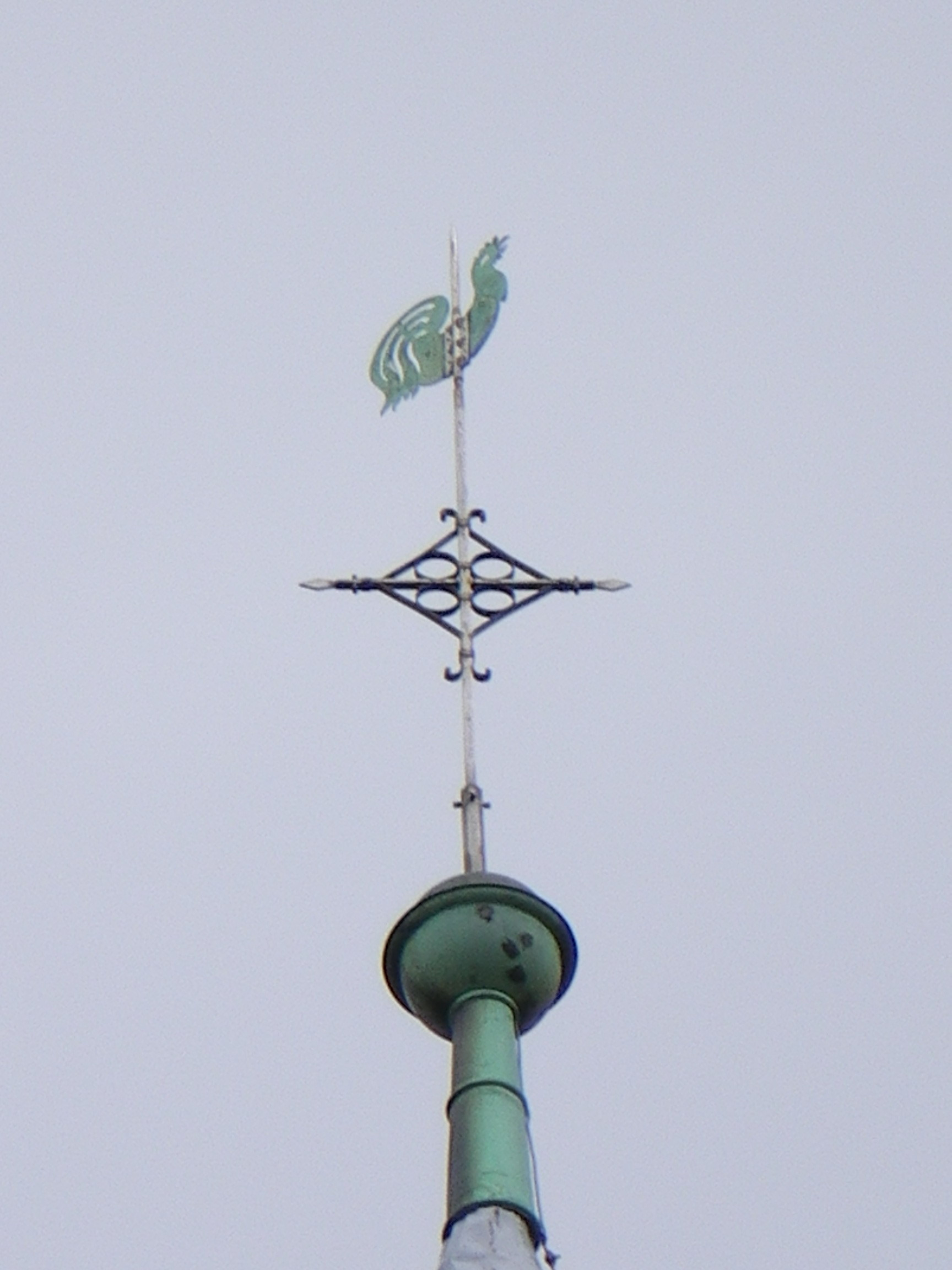
Kirchturmspitze

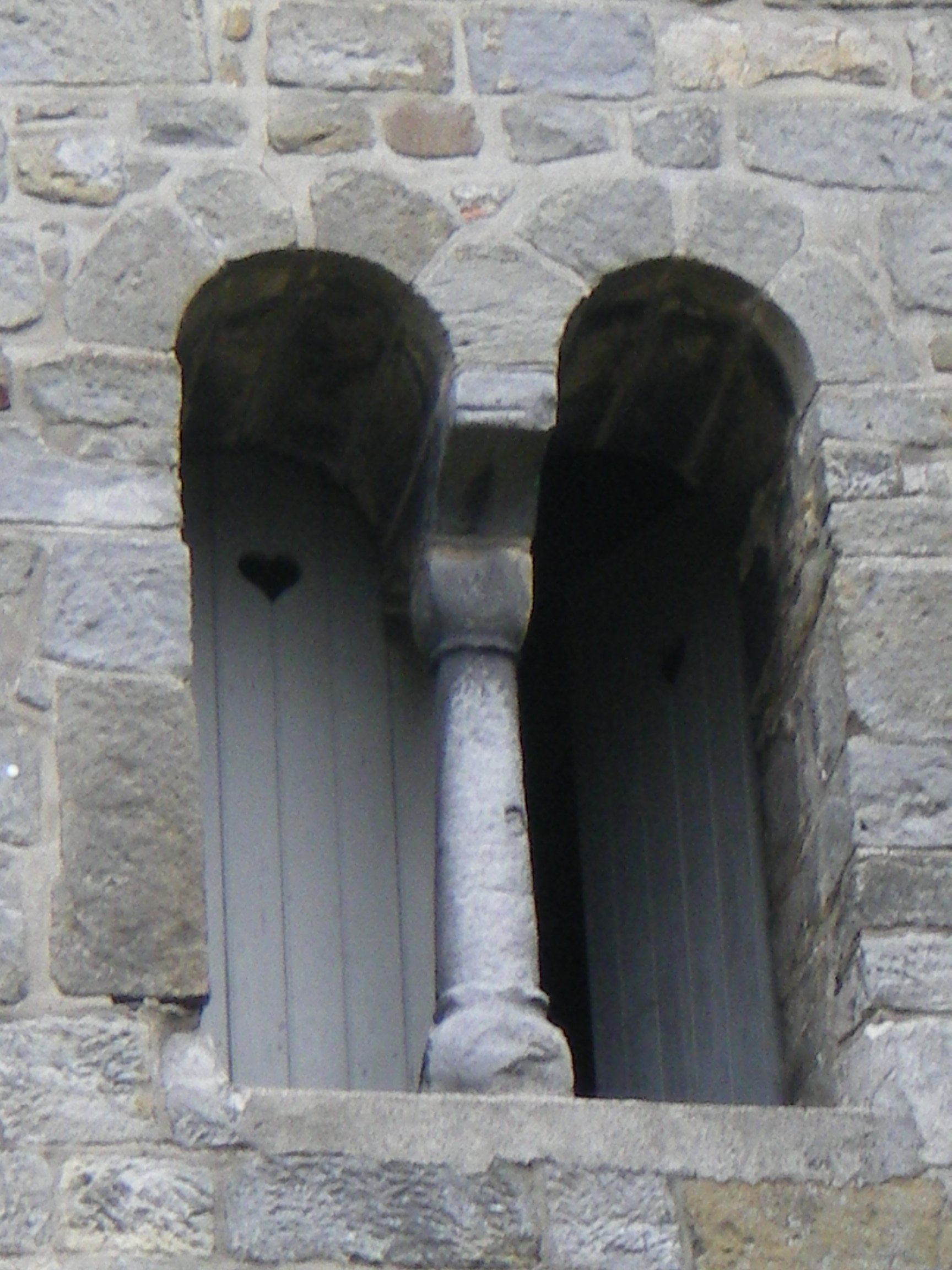
Turmfenster

Die evangelisch-lutherische Holtenser Kirche ist ein Baudenkmal in Holtensen in der Gemeinde Wennigsen (Deister). Sie ist umgeben von zwei Naturdenkmalen in Form von Bäumen, die wie die Kirche an der Linderter Straße in der Ortsmitte liegen.

## Geschichte
Die Kirche wurde erstmals im Jahr 1120 urkundlich erwähnt. In einem Dokument aus dem Jahr 1329 wird ein „Jordanus rector ecclesiae in Spolholtusen“ erwähnt. Zwei Jahre später wurde die Kirche mittels einer Kaufurkunde übertragen und stand von da an bis 1890 unter dem Patronat des Klosters Wennigsen. Bis zur Reformation war die Kirche dem Heiligen Georg geweiht. Der Wechsel zum evangelischen Gotteshaus vollzog sich auf Grundlage der Visitationsordnung vom 4. November 1542 von Antonius Corvinus. Der damalige Pfarrer Johann Vilther musste ins Rathaus von Pattensen zur Visitationskommission. Eine Bruderschaft St. Antonii soll dort als Kaland bestanden haben.
Im Dreißigjährigen Krieg wurde die Kirche 1626 von Tillys Soldaten geplündert und die Glocke entwendet.
Im Zweiten Weltkrieg wurde die Kirche stark beschädigt. Ein amerikanischer Bomber stürzte 1943 neben die Kirche und beschädigte sowohl das Dach als auch die Fenster. An der Absturzstelle wurde noch im selben Jahr unmittelbar neben der Kirche ein Bunker errichtet.

## Beschreibung
Ältester erhaltener Teil der Kirche ist der in Bruchsteinmauerwerk auf quadratischem Grundriss errichtete Kirchturm. Der achteckige Helm des Bauwerks stammt aus jüngerer Zeit.
Im 14. oder 15. Jahrhundert wurde der Kirchenraum mit drei Kreuzgewölben erbaut.
1887 wurde die Kirche umgebaut, zwei Seitenschiffe und der Altarraum kamen hinzu, ebenso die Sakristei und ein neuer Altar.
Die Strebepfeiler und Spitzbogenfenster des Kirchenschiffs wurden ebenfalls 1887 ergänzt. Zur Reparatur des Mauersockels wurden auch alte Grabsteine des Kirchhofs verwendet.

### Inventar
Zum Inventar der Kirche gehört ein Kruzifix aus dem 12. Jahrhundert. Das gut erhaltene Vortragekreuz aus Bronze war vor dem Umbau eine Zeitlang an die Tür der Sakristei genagelt gewesen.
Die hölzerne Kanzel stammt aus dem Jahr 1698. Es gibt aus dem 15. Jahrhundert stammende Reste von Gewölbemalereien. Der Altar weist barocke Reste auf.
Der 1486 fertiggestellte Altaraufsatz mit 5 Figuren wurde bei der Renovierung im Jahr 1887 entfernt und der Lemmier Kapelle als Leihgabe überlassen.

### Orgel
Im Jahr 1819 erhielt die Kirche erstmals eine Orgel. Sie war oberhalb des Altars eingebaut.
1887 wurde in der Kirche eine Orgelempore gebaut. Die neue Orgel wurde 1887 durch den Orgelbauer Heinrich Röver aus Stade gebaut. Die Bauweise mit Kastenlade und Hängeventilmechanik ist in Deutschland nur noch an wenigen Orgeln erhalten. Der Prospekt entstand nach einem Entwurf des Orgelbauers Vieth aus Celle.  Die romantisch gestimmte Orgel wurde in den 1950er Jahren barockisiert. 1992 und 2016 erfolgten weitere Restaurierungen. Dabei wurde 2016 das romantische Klangbild wieder hergestellt.

### Glocken
Als Ersatz für die 1626 geplünderte Glocke wurde 1654 eine in Hannover gegossene neue Glocke beschafft.
1784/85 erhielt die Kirche eine fast 500 kg schwere Glocke, 1864 eine neue. Seit 1864 befand sich am Kirchturm eine Uhrschlagglocke.
1955 bekam die Kirche ein neues Geläut aus 3 Glocken. Die 1864 beschaffte Glocke hängt seit 1958 in Steinkrug.
Dort gibt es den angeblich letzten Glockenturm in Niedersachsen, der noch manuell geläutet wird.

## Küsterhaus und kirchliche Bauten
Westlich der Kirche liegt das alte Küsterhaus der Kirchengemeinde. Das markante Fachwerkgebäude war zunächst Wohnstätte des Kirchwartes und wurde ab 1975 als Holtenser Dorfgemeinschaftshaus (DGH) genutzt. 1993 zog ein kommunaler Kinderspielkreis in das Gebäude, der 2006 zum Kindergarten wurde. Die Kirchengemeinde nutzte das DGH zunächst mit. Im Jahr 1988 wurde südöstlich der Kirche das neue Gemeindehaus gebaut, dieses steht direkt neben dem Wohnhaus des Pastors.

## Kirchengemeinde
Heute gehört die Kirche zur evangelisch-lutherischen Kirchengemeinde Holtensen-Bredenbeck und wird betreut vom Kirchenkreisamt Ronnenberg.

## Baudenkmale
Kirche und Kirchhof sind als zwei Einzeldenkmale gemäß § 3 Abs. 2 NDSchG geschützt.
Der von einer Mauer aus Wealdensandstein umgebene Kirchhof mit noch zwei erhaltenen Gräbern und dem etwa 3 m hohen Gefallenendenkmal an der Nordseite des Turms bildet zusammen mit der Kirche die Baudenkmalgruppe „Kirchenanlage Holtensen“ gemäß § 3 Abs. 1 NDSchG.

## Naturdenkmale
Auf der Grünfläche, die die Kirche umsäumt, gibt es zwei Naturdenkmale. Ein mehr als 100 Jahre altes Kastanienensemble findet sich auf der Westseite. Die 1939 unter Schutz gestellten Rosskastanien sind gelistet als Naturdenkmal ND-H 19 bei der Region Hannover. Schutzwürdig ist die Gruppe aufgrund ihrer besonderen Ortsbildwirkung durch ihre Anordnung rund um die Kirche […]. Als Baumensemble sind alte Kastanien selten und daher schutzwürdig. Östlich der Kirche steht das Naturdenkmal ND-H 31, eine Stieleiche. Diese ist seit 1954 aufgrund ihres Alters und ihres Zusammenhanges mit der Kastaniengruppe geschützt.